# 미야베 미유키
미야베 미유키(일본어: 宮部 みゆき, 1960년 12월 23일~)는 일본의 소설가이다. 도쿄도 고토구에서 태어났으며, 일본추리작가협회와 일본SF작가클럽의 회원이다.

## 데뷔
《우리들 이웃의 범죄》(1987년)로 요미모노 추리소설 신인상을 수상하며 문단에 데뷔했다. 고교 졸업 뒤 변호사 사무실에서 일하면서 쓴 소설이었다. 그녀는 특별히 작가가 되기 위해서 따로 공부를 하지 않았으며 직장 생활 중 문화센터나 시민교실에서 열리는 '엔터테인먼트 소설 강좌'를 들은 것이 소설을 쓴 계기가 되었다고 말한다. "6년 동안 변호사 사무실에서 근무하면서 아르바이트로 속기 내용을 원고로 다시 고쳐쓰는 훈련을 했다"고 《판타스틱》 창간호 인터뷰에서 말했다.

## 특징
대표작 《이유》, 《모방범》, 《화차》는 인간군상이 등장하는 '르포식' 추리소설, '사회파 미스터리'다. 《이유》는 부동산 거품, 《모방범》은 연쇄살인범, 《화차》는 신용불량자를 다루고 있다. 시리즈로는 탐정 '스기무라 사부로' 시리즈(《누군가》, 《이름 없는 독》)가 있다. 게임 매니아로 알려져 있으며 《브레이브 스토리》, 《이코-안개의 성》은 게임을 원작으로 한 소설이다. 《브레이브 스토리》는 그의 소설을 바탕으로 영화와 만화로 만들어졌다.

## 한국 출간 작품 목록

### 소설
- 《이코-안개의 성》, 2005년, 황매
- 《이유》, 2005년, 청어람미디어
- 《용은 잠들다》, 2006년, 랜덤하우스코리아
- 《모방범 1,2,3》, 2006년, 문학동네, 양억관 역
- 《스텝파더 스텝》, 2006년, 작가정신
- 《화차》, 2006년, 시아출판사(《인생을 훔친 여자》, 2000년)
- 《마술은 속삭인다》, 2006년, 북스피어
- 《누군가》, 2007년, 북스피어
- 《대답은 필요 없어》, 2007년, 북스피어
- 《브레이브 스토리 1,2,3,4》, 2007년, 황매
- 《드림 버스터 1,2》, 2007년, 프로메테우스
- 《이름 없는 독》, 2007년, 북스피어
- 《나는 지갑이다》, 2007년, 랜덤하우스코리아
- 《스나크 사냥》, 2007년, 북스피어
- 《외딴집 상,하》, 2007년, 북스피어
- 《레벨 7 상,하》, 2008년, 북스피어
- 《쓸쓸한 사냥꾼》, 2008년, 북스피어
- 《혼조 후카카와의 기이한 이야기》, 2008년, 북스피어
- 《가모우 저택 사건 1,2》, 2008년, 북스피어
- 《낙원 1,2》, 2008년, 문학동네
- 《괴이》, 2008년, 북스피어
- 《흔들리는 바위》, 2008년, 북스피어
- 《퍼펙트 블루》, 2009년, 황매
- 《크로스 파이어 1,2》, 2009년, 랜덤하우스코리아
- 《메롱》, 2009년, 북스피어
- 《구적초-비둘기피리꽃》, 2009년, 북스피어
- 《오늘 밤은 잠들 수 없어(1992년작)》, 2010년, 황매
- 《인질 카논(1996년작)》, 2010년, 북스피어, 최고은 번역
- 《얼간이(2000년작)》, 2010년, 북스피어
- 《꿈에도 생각할 수 없어(1995년작)》, 2010년, 황매
- 《지하도의 비-불문율》 2010년 9월, 북스피어, 추지나 역
- 《우리 이웃의 범죄》, 2010년 10월, 북스피어, 장세연 역
- 《영웅의 서 1,2》, 2010년 11월, 문학동네, 김은모 역
- 《명탐견 마사의 사건 일지 (心とろかすような,1997년작)》, 2011년 1월, 살림출판사, 오근영 번역, ISBN 978-89-522-1536-9
- 《하루살이 상,하》, 2011년 1월, 북스피어, 이규원 역
- 《홀로 남겨져》, 2011년 6월, 북스피어, 박도영 역
- 《미인》, 2011년 7월, 북스피어, 이규원 역
- 《R.P.G.》, 2011년 8월, 북로드, 김선영 역
- 《고구레 사진관 상,하》, 2011년 11월, 자음과 모음, 이영미 역
- 《말하는 검》, 2011년 12월, 북스피어, 최고은 역
- 《흑백》, 2012년 3월, 북스피어, 김소연 역
- 《안주》, 2012년 9월, 북스피어, 김소연 역
- 《눈의 아이》 2013년 2월, 북스피어, 김욱 역
- 《진상 상,하》 2013년 5월, 북스피어, 이규원 역
- 《솔로몬의 위증 1,2,3》, 2013년 6월, 문학동네, 이영미 역
- 《그림자 밟기》 2013년 7월, 북스피어, 김소연 역
- 《피리술사》, 2014년 3월, 북스피어, 이규원 역
- 《맏물 이야기》, 2015년 2월, 북스피어, 김소연 역
- 《형사의 아이》, 2015년 2월, 박하, 권영주 역
- 《벚꽃, 다시 벚꽃》, 2015년 5월, 비채, 권영주 역
- 《십자가와 반지의 초상》, 2015년 6월, 북스피어, 김소연 역
- 《괴수전》, 2015년 12월, 북스피어, 이규원 역
- 《안녕의 의식 (さよならの儀式 8 SCIENCE FICTION STORIES)》, 2023년 1월, 김영사, 홍은주 역 ISBN 9788934974932
- 《삼가 이와 같이 아뢰옵니다 (よって件のごとし 三島屋變調百物語八之續)》, 2023년 8월, 북스피어, 김소연 역 ISBN 9791192313412

### 만화
- 《브레이브 스토리 ~20》, ~2008년, 학산문화사
- 《하루살이 1,2》, 2011년 1월, 북스피어
- 《드림 버스터 1,2,3,4》, 2012년, 대원씨아이

### 여행기
- 《에도 산책》, 2013년 12월, 북스피어

### 단편집
- 《도박 눈》, 2010년 9월, 태동출판사(작가 9인 단편집)
- 《혈안》, 2012년 12월, 프라하(작가 9인 단편집)

### 그림책
- 《나쁜 책》, 2015년 8월, 박하, 요시다 히사노리 그림, 총 3권의 '무서운 그림책' 시리즈 중 첫 번째

## 수상 내역
- 1987년 《우리들이 이웃사람의 범죄》 모든 읽을거리 추리소설신인상 수상
- 1988년 《카마이다치》 역사문학상 가작 입선
- 1989년 《마술은 속삭인다》 일본 추리서스펜스 대상
- 1991년 《용은 잠들다》 나오키상 후보
- 1992년 《용이 잠들다》 일본추리작가협회상 수상
- 1992년 《혼조 후카카와의 기이한 이야기》 요시카와에이지문학신인상 수상
- 1992년 《대답은 필요없어》 나오키 산주고상 후보
- 1993년 《화차》 야마모토 슈고로 상
- 1996년 《인질카논》 나오키상 후보
- 1997년 《가모 저택 사건》 일본 SF 대상
- 1998년 《이유》 나오키상 수상, 일본모험소설협회 대상국내부문 대상 수상
- 2001년 《모방범》 마이니치 출판 대상 특별상
- 2002년 《모방범》 시바 료타로 상 수상, 예술선상 문부과학대신상 수상
- 2006년 《이름없는 독》 요시카와에이지 문학상 수상
- 2022년 기쿠치 간상(菊池寛賞)[1]

## 별명
미미 여사: 출판사 북스피어에서 '미야베 월드'라는 시리즈명으로 미야베 미유키의 작품을 펴내고 있는데, 책 뒤에 작은 글씨로 '미미 여사 파이팅'이라고 적어 넣었다.